# Island Games 2015
Die  Island Games 2015 fanden vom 27. Juni bis zum 3. Juli 2015 in Jersey statt. Der Hauptveranstaltungsort war FB Playing Fields in Saint Clement.

## Vergabe
Um die Ausrichtung beworben hatte sich neben Jersey auch Gotland. Auf der Jahreshauptversammlung der International Island Games Association am 27. Juni 2010 erhielt Jersey den Zuschlag, wobei beiden Kandidaten die Eignung als Austragungsort bescheinigt wurde. Gotland wurde empfohlen, sich für die Ausrichtung der Spiele 2017 erneut zu bewerben. Jersey war damit nach 1997 zum zweiten Mal Gastgeber der Spiele.

## Teilnehmende Inseln
| - Åland - Alderney - Anglesey - Äußere Hebriden - Bermuda - Falklandinseln | - Färöer - Frøya - Gibraltar - Gotland - Grönland - Guernsey | - Hitra - Isle of Man - Isle of Wight - Jersey (Gastgeber) - Cayman Islands - Menorca | - Orkney - Rhodos - Saaremaa - St. Helena - Sark - Shetlandinseln |

## Medaillenspiegel
nach allen Wettbewerben
| Platz  | Land            | Gold | Silber | Bronze | Gesamt |
| ------ | --------------- | ---- | ------ | ------ | ------ |
| 1      | Jersey          | 50   | 54     | 29     | 133    |
| 2      | Isle of Man     | 34   | 27     | 29     | 90     |
| 3      | Guernsey        | 28   | 25     | 42     | 95     |
| 4      | Färöer          | 18   | 18     | 24     | 60     |
| 5      | Gotland         | 17   | 8      | 16     | 41     |
| 6      | Cayman Islands  | 14   | 11     | 8      | 33     |
| 7      | Isle of Wight   | 10   | 13     | 12     | 35     |
| 8      | Saaremaa        | 7    | 9      | 4      | 20     |
| 9      | Äußere Hebriden | 7    | 6      | 5      | 18     |
| 10     | Shetlandinseln  | 6    | 8      | 9      | 23     |
| 11     | Gibraltar       | 6    | 5      | 6      | 17     |
| 12     | Bermuda         | 5    | 7      | 4      | 16     |
| 13     | Anglesey        | 5    | 0      | 3      | 8      |
| 14     | Åland           | 3    | 9      | 12     | 24     |
| 15     | Menorca         | 3    | 6      | 6      | 15     |
| 16     | Hitra           | 2    | 3      | 4      | 9      |
| 17     | Sark            | 1    | 1      | 2      | 4      |
| 18     | Rhodos          | 1    | 1      | 0      | 2      |
| 19     | Grönland        | 1    | 0      | 0      | 1      |
| 20     | Orkney          | 0    | 2      | 3      | 5      |
| 21     | Falklandinseln  | 0    | 2      | 0      | 2      |
| 22     | St. Helena      | 0    | 0      | 1      | 1      |
| 23     | Alderney        | 0    | 0      | 0      | 0      |
| 23     | Frøya           | 0    | 0      | 0      | 0      |
| Gesamt | Gesamt          | 218  | 215    | 219    | 652    |

## Sportarten
- Bogenschießen
- Leichtathletik
- Badminton
- Basketball
- Radfahren
  - Mountainbike
  - Straße
  - Zeitfahren
  - Ortszentrum Kriterium
- Fußball
- Golf
- Segeln
- Schießen
- Tischtennis
- Tennis
- Triathlon
- Volleyball
  - Hallenvolleyball
  - Beach-Volleyball
- Windsurfen